# 정헌 (배우)
정헌(본명 : 김정헌, 1987년 5월 3일 ~ )은 대한민국의 모델이자 배우이다.

## 학력
- 명지고등학교 (졸업)
- 서울예술대학교 연극학과 (휴학)

## 출연 작품

### 드라마
- 2011년 MBC 일일드라마 《남자를 믿었네》 ... 한정헌 역
- 2012년 KBS2 드라마 스페셜 《내 아내 네이트리의 첫사랑》 ... 정은우 역
- 2014년 KBS2 수목드라마 《골든크로스》 ... 알렉스 역
- 2015년 MBC 수목드라마 《그녀는 예뻤다》 ... 민하리의 남자친구 역
- 2016년 KBS2 예능 드라마 《기적의 시간 로스타임》 ... 영철 역
- 2016년 KBS2 일일드라마 《여자의 비밀》 ... 민선호(유선호) 역
- 2017년 웹드라마 《뜻밖의 히어로즈》 ... 노상윤 역
- 2018년 KBS2 TV소설 《파도야 파도야》 ... 오정태 역
- 2018년 KBS2 주말드라마 《하나뿐인 내편》 ... 승준 역 (특별출연)
- 2020년 KBS1 일일드라마 《누가 뭐래도》 ... 나준수 역
- 2021년 KBS2 주말드라마 《오케이 광자매》 ... 진정한 역
- 2021년 SBS 특촬물 드라마 《아머드 사우루스》 ... JJ 역
- 2022년 MBC 일일드라마 《비밀의 집》 ... 남태형 역
- 2022년 웹드라마 《안나푸르나》 ... 31세 정석 역
- 2023년 SBS 목요드라마《국민사형투표》 ... 오정호 역 (5회 ~ 6회 특별출연)
- 2023년 ENA 수목드라마 《낮에 뜨는 달》... 구태주 역
- 2024년 MBC 《우리, 집》... 구경태 역

### 영화
- 2006년 《아랑》 ... 형사 1 역
- 2008년 《서양 골동 양과자점 앤티크》 ... 해고된 꽃미남 종업원 역
- 2009년 《비상》 ... 아마조네스 시범 호스트 역
- 2010년 《조금만 더 가까이》 ... 영수 친구3 역
- 2011년 《호야》
- 2011년 《마마》 ... 민혁 역
- 2012년 《열여덟,열아홉》 ... 일강 역
- 2012년 《블러디 팬션》 ... 종혁 역(단편)
- 2014년 《테이크 아웃》 ... 용민 역
- 2015년 《미션: 톱스타를 훔쳐라》 ... 홍민우 역
- 2017년 《석조저택 살인사건》 ... 이진우 형사 역

### 연극
- 2014년 《꽃미남탕》 ... 만용 역

### 뮤직 비디오
- 2006년 기후 - 말도못하고
- 2007년 데니안 - 꿈이었으면..
- 2007년 SG워너비 - 크리스마스 이야기
- 2010년 지아 - 가지 말아요
- 2014년 지조 - 겨울해운대
- 2020년 홍창우 - 돌아오지마

## 광고
- 빕스
- 굿다운로더
- 갤럭시S
- 삼성카드
- KT
- 메이플스토리
- 설레임